# Ogwacha
Ogwacha es un té tradicional de Corea hecho con nueces, castañas, semillas de Gingko, azufaifo, gotgam (caqui seco), y jengibre. Se le conoce como un buen remedio para las personas que con frecuencia sufren de gripe o tos. El ogwa significa "cinco frutas", mientras que en Corea del cha significa "té", aunque la bebida no está hecha de Camellia sinensis.